# Hola (Beskid Niski)
Hola (660 m n.p.m.) – szczyt w północnej części Beskidu Niskiego. 
Leży w centralnej części Pasma Magurskiego, w bocznym ramieniu, odgałęziającym się ku północy od masywu Dziamery, oddzielonym od północnego (niższego, 747 m n.p.m.) wierzchołka tej ostatniej bezimienną przełączką (ok. 705 m n.p.m.). Hola nie jest odosobnioną górą - to w rzeczywistości nazwa wyraźnego wypłaszczenia w grzbiecie, opadającym spod szczytu Ostrej Góry ku północnemu zachodowi, w widły Bartnianki (Sękówki) i Wołośca.
Nazwa zapewne pochodzi z czasów, gdy znaczne partie okolicznych gór pokrywała sieć łąk i polan, na których wypasali swe stada Łemkowie z okolicznych wsi. Obecnie cały masyw jest zalesiony. Pozbawiony dróg i szlaków turystycznych, rzadko jest odwiedzany przez turystów.